# Faune des îles Galápagos

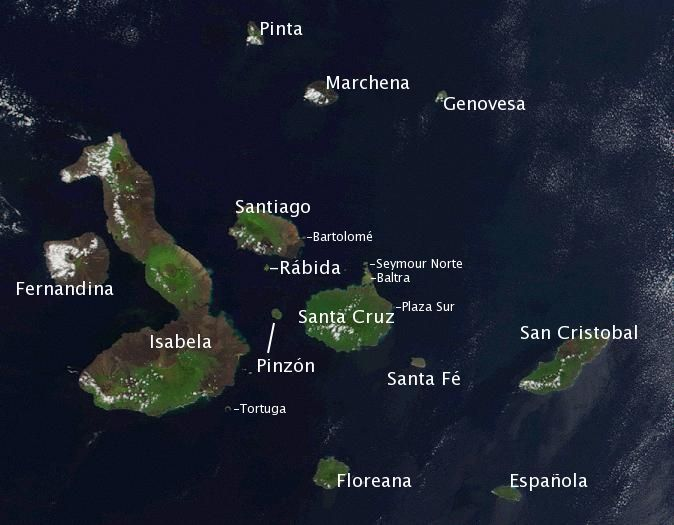
Photo satellite des Îles Galápagos avec les noms espagnols des îles principales.

Dans le Parc national des Galápagos, la biodiversité est en grande partie originaire d'Amérique du Sud d'où provient la plupart des espèces-souches, mais l'isolement insulaire a fait que chaque île de l'archipel a développé sa propre faune endémique. C'est en cherchant l'explication de ce fait que Charles Darwin, qui visita ces îles en 1835, découvrit plus tard, en Angleterre et en interrogeant les éleveurs d'animaux domestiques sur leurs méthodes de sélection et de croisement, les phénomènes de la sélection naturelle et de l'évolution.

## Vertébrés

### Mammifères
Outre l'Homme et ses commensaux tel le chien, les îles comportent des animaux introduits volontairement comme les chèvres ou involontairement comme les rats, qui ont profondément modifié la biodiversité locale, et dont l'éradication est programmée ou en cours. Les mammifères marins sont nombreux : on y trouve l'otarie des Galápagos, l'otarie à fourrure, des dauphins, des baleines (Baleine à bosse)… Il n'y avait pas de mammifères terrestres locaux à l'arrivée de l'Homme.

### Oiseaux

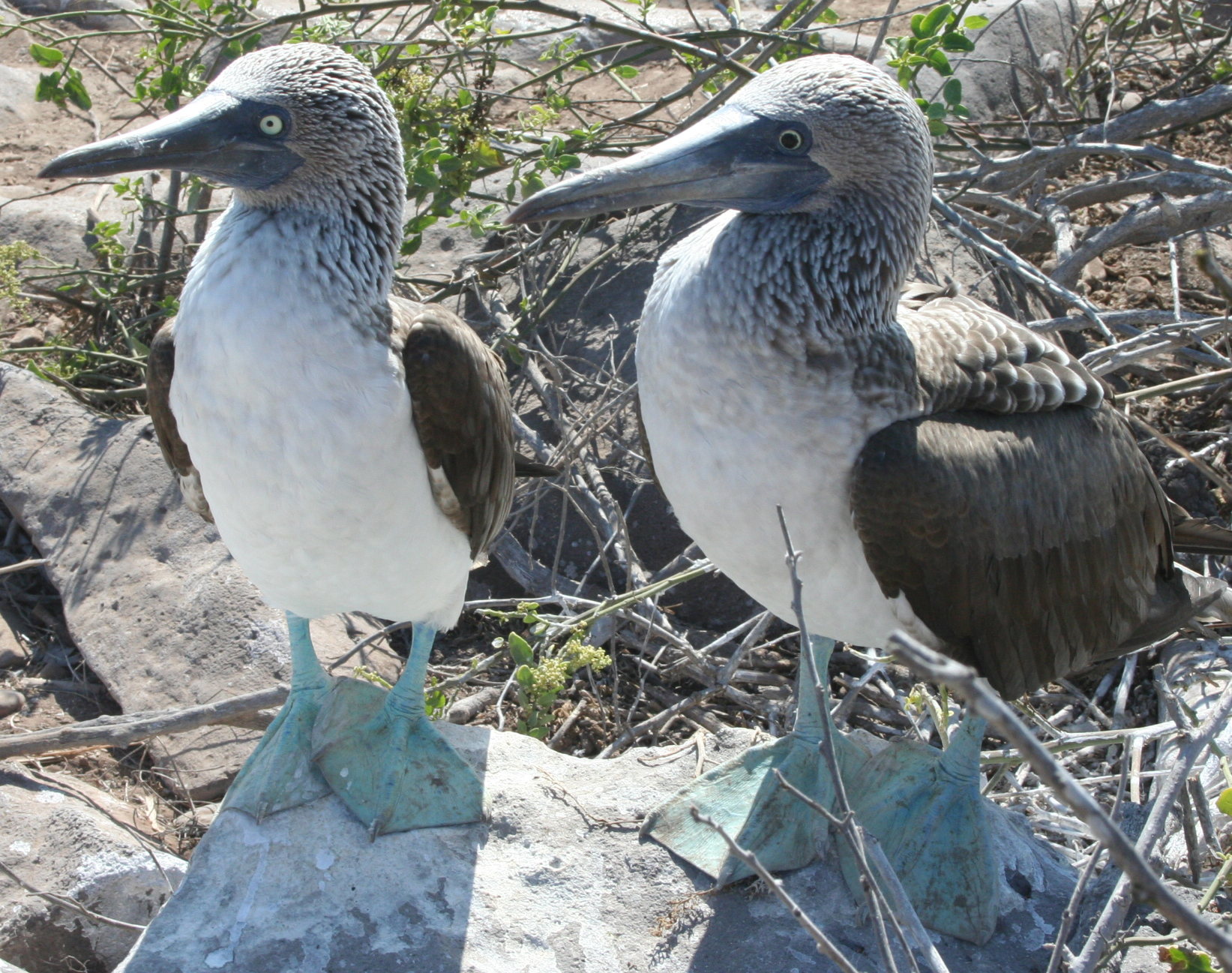
Couple de fous à pieds bleus.

On dénombre 58 espèces d'oiseaux, dont 28 sont endémiques de l'archipel : quatre espèces de moqueurs (dont le moqueur des Galapagos) et 13 espèces de pinsons de Darwin dont le Géospize des mangroves, l'Albatros des Galapagos, trois espèces de fous (Fou à pieds bleus, Fou à pieds rouges et Fou masqué), la Frégate superbe et la Frégate du Pacifique, le Cormoran aptère, la Tourterelle des Galapagos et le manchot des Galápagos, seul manchot à vivre dans un milieu chaud, arrivé (comme les otaries) par le courant de Humboldt.
On trouve également sur l'archipel la buse des Galapagos, seul prédateur autochtone des jeunes iguanes et tortues.

### Reptiles

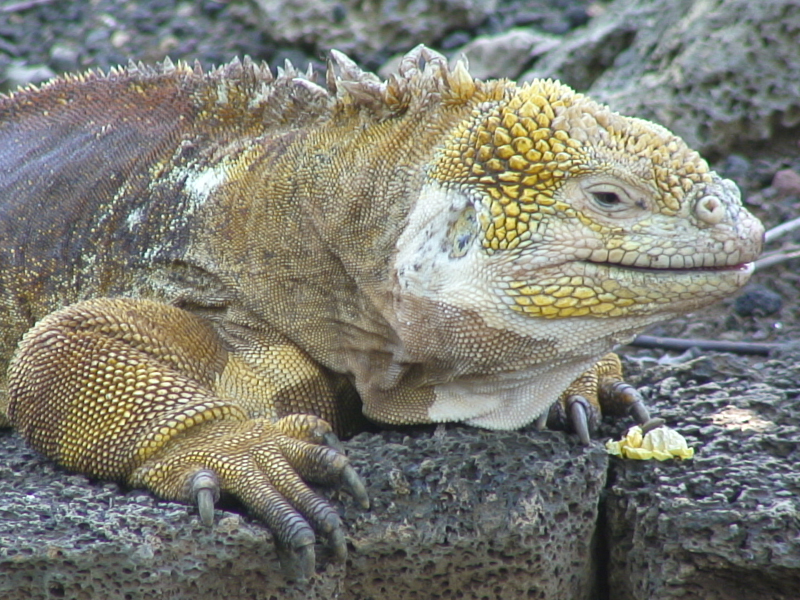
Iguane terrestre des Galápagos (Conolophus subcristatus).

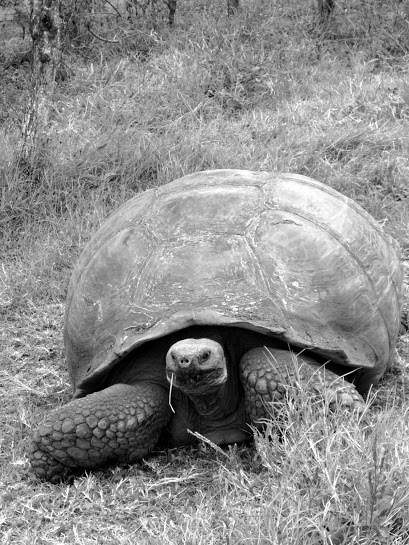
Tortue géante des Galápagos île Santa Cruz - îles Galápagos - Chelonoidis nigra.

Les animaux les plus connus sont les tortues terrestres endémiques, les iguanes terrestres et les iguanes marins. On trouve également de petits iguanes Conolophus pallidus ou Conolophus rosada et le gecko Phyllodactylus galapagensis.

### Poissons
Il n'y a pas de poissons d'eau douce, les mares et marais étant temporaires, mais l'on compte plus de 300 espèces de poissons dans la réserve marine de l'archipel. On compte 12 espèces de requins dont le requin de Galapagos, le requin gris de récif, le requin marteau, le requin tigre, le requin baleine, le requin à cornes.

## Arthropodes

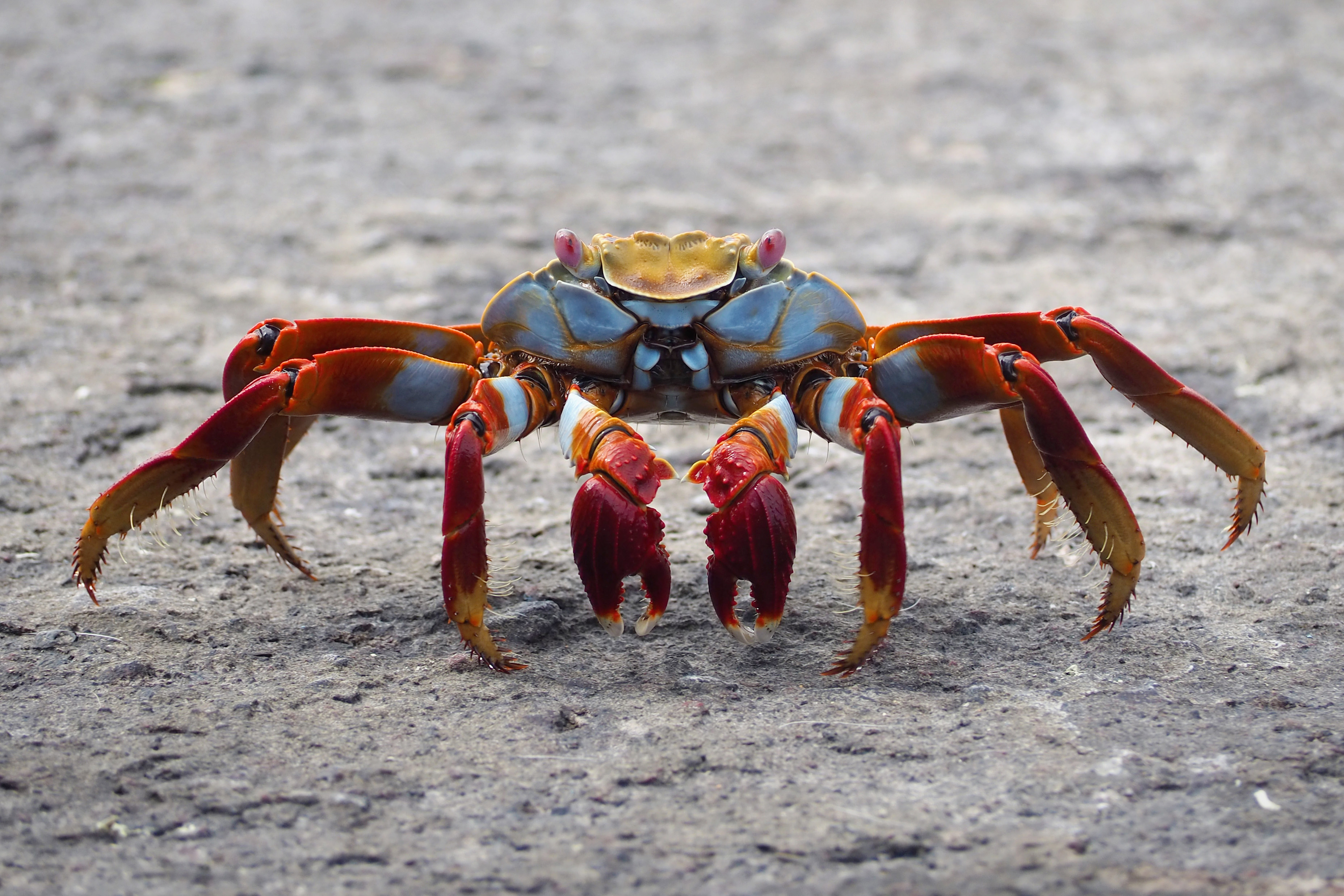
Un crabe rouge des Galapagos (Grapsus grapsus), photographié aux Galapagos en 2019.

L'archipel des Galápagos est peuplé de près de 1 600 espèces d'insectes différentes dont 300 espèces de coléoptères, 80 espèces d'araignées, 80 espèces d'escargots de terre, 650 espèces de coquillages et mollusques, 120 espèces de crabes (dont les plus connus sont les crabes rouges des Galapagos) et bien d'autres petits animaux.

### Arachnides endémiques
Araignées : Theotima galapagosensis, Galapa baerti, Galapa bella, Galapa floreana, Galaporella thaleri, Neocleobis solitarius, Camillina cruz, Camillina galapagoensis, Camillina isabela, Camillina isla.

### Insectes endémiques
Papillons : Xylophanes norfolki

## Peuplement des îles
Des fragments de poteries Huancavilca provenant de la côte équatorienne ont été découvertes en 1956 par Thor Heyerdahl et Arne Skjølsvold qui les ont interprétés comme d'origine incaïque.
Ces îles furent découvertes le 10 mars 1535 par le dominicain Tomas de Berlanga, quatrième évêque de Panama. Celui-ci s'était embarqué pour le Pérou en vue de régler une dispute entre Francisco Pizarro et ses lieutenants. Les vents s'étant arrêtés, son vaisseau se mit à dériver si bien que son équipe atteignit les îles. certaines traces trouvées en différents sites suggèrent que des Amérindiens sud-américains avaient déjà visité les îles avant leur découverte par les Espagnols.
Les Îles Galápagos firent leur apparition vers 1570 sur les cartes dressées par Abraham Ortelius et Mercator. Elles furent appelées "Insulae de los Galopegos" (Îles des tortues).
Par la suite, jusqu'au début du XIXe siècle, elles furent pour les pirates (et plus tard pour les baleiniers), des points d'eau et de ravitaillement en tortues : une tortue survit très longtemps sans eau ni nourriture, et constitue donc une réserve appréciable de chair fraîche. Depuis ce repaire, les pirates attaquaient et pillaient les galions espagnols transportant de l'or et de l'argent depuis le Pérou vers l'Espagne.
L'Équateur a officiellement annexé l'archipel des îles Galápagos en 1832. Environ un siècle plus tard, les îles n'étaient habitées que par quelques colons et ont été utilisées en tant que colonies pénitentiaires (qui furent fermées en 1959). Avant les années 1930, plusieurs tentatives de colonisation agricole ont échoué en raison du faible nombre de volontaires, de l'irrégularité de la disponibilité en eau, des maladies et des dissensions.
L'archipel est officiellement devenu un parc national en 1959. Le tourisme organisé a commencé vers la fin des années 1960 ; plusieurs dizaines de milliers de personnes visitent aujourd'hui les îles chaque année. En 2007 la population sédentaire s'élevait à 20.000 habitants concentrés en trois localités (Ayora, Baquerizo Moreno et Villamil).